# Simulium gorokae
Simulium gorokae är en tvåvingeart som beskrevs av John Smart och Clifford 1965. Simulium gorokae ingår i släktet Simulium och familjen knott. Inga underarter finns listade i Catalogue of Life.